# Alan Clark
Alan Clark (Great Lumley, Durham, Engeland, 5 maart 1952) is een toetsenist en voormalig lid van de Britse rockgroep Dire Straits.

## Biografie
Als kind kreeg Clark al pianolessen en speelde hij in pubs. Hij zette zijn muzikale educatie voort op het Durham Technical College en zo kreeg hij een uitnodiging voor het Guildhall School of Music. Hij wees deze uitnodiging af omdat hij al werk had in een casino. Vervolgens ging hij werken op cruiseschepen en ging daarna een tijdje in Miami wonen. Bij zijn terugkomst in het Verenigd Koninkrijk speelde hij met verschillende bands mee zoals Lindisfarne, waar hij ook nog een zomertour mee maakte.
Clark voegde zich bij Dire Straits kort na het uitkomen van het album Making Movies in 1980. Zijn stijl kwam in het eerstvolgende album, Love over Gold, zeer sterk naar boven en werd een kenmerk voor het album. Clark bleef bij Dire Straits tot het uiteengaan van de band in 1995.
Gedurende zijn tijd bij Dire Straits was hij ook de muzikaal leider van Tina Turner en speelde hij op / arrangeerde hij haar hit "Private Dancer".
In 1983 speelde Clark mee op Bob Dylans album Infidels. Clark werkte tevens met Mark Knopfler aan soundtracks voor films. Hij heeft ook meegeholpen aan soloalbums van David Knopfler en heeft meegetourd met Eric Clapton.
Mark Knopfler · John Illsley
Guy Fletcher · Alan Clark · David Knopfler · Pick Withers · Hal Lindes · Terry Williams · Jack Sonni
- Gemeinsame Normdatei: 139775145
- International Standard Name Identifier: 0000 0003 6810 8723
- MusicBrainz: fc8d0271-a1a0-4013-aef6-fee8504fbc13
- Nationale Bibliotheek van Tsjechië: xx0093238
- Virtual International Authority File: 102623499
- WorldCat: E39PBJk4yyFhWJbwq7YdGxhbVC